# Równania Naviera-Stokesa
Równania Naviera-Stokesa (nazwane na cześć Claude’a-Louis Naviera i George’a Gabriela Stokesa) – zestaw równań opisujących zasadę zachowania pędu dla poruszającego się płynu. Według nich zmiany pędu elementu płynu zależą jedynie od sił masowych, zewnętrznego ciśnienia i wewnętrznych sił lepkości w płynie.
Dla płynu idealnego o zerowej lepkości równania mówią, że przyspieszenie jest proporcjonalne do gradientu ciśnienia.
Równania są wyrażone w postaci różniczkowej, dla danego problemu fizycznego muszą być znalezione na drodze rachunku różniczkowego i całkowego. W praktyce jedynie najprostsze przypadki mogą być rozwiązane analitycznie, na przykład nieturbulentnego (laminarnego), stacjonarnego przepływu (niezmieniającego się w czasie), w których liczba Reynoldsa ma małą wartość.
W bardziej złożonych przypadkach, jak prognozowanie pogody na Ziemi, analiza El Niño lub obliczenia siły nośnej skrzydeł samolotów, rozwiązania równań Naviera-Stokesa mogą być znalezione jedynie metodami numerycznymi przy pomocy komputerów. Jest to oddzielna dziedzina nauki zwana obliczeniową mechaniką płynów.
W 2000 roku Instytut Matematyczny Claya ogłosił równania Naviera-Stokesa jednym z siedmiu problemów milenijnych matematyki i zaoferował 1 000 000 dolarów nagrody za podanie rozwiązania lub kontrprzykładu. Oficjalny opis problemu przedstawił Charles Fefferman.

## Ogólna forma równań
Ogólna forma równań Naviera-Stokesa. Dwa ostatnie człony po prawej stronie równania wynikają z uwzględnienia niestałości lepkości w obrębie przepływu – uproszczone formy równań Naviera-Stokesa znajdują się w sekcji #Dodatkowe założenia:
{\displaystyle \rho \left({\frac {\partial {\vec {v}}}{\partial t}}+({\vec {v}}\cdot \nabla ){\vec {v}}\right)=\rho {\vec {f}}-\nabla p+\mu \triangle {\vec {v}}+(\lambda +\mu )\nabla (\nabla \cdot {\vec {v}})+(\nabla \cdot {\vec {v}})(\nabla \lambda )+{\big (}\nabla {\vec {v}}+(\nabla {\vec {v}})^{T}{\big )}\cdot (\nabla \mu ),}
gdzie:
- {\displaystyle \rho \ \mathrm {[{\frac {kg}{m^{3}}}]} } – gęstość płynu
- {\displaystyle {\vec {v}}\ \mathrm {[{\frac {m}{s}}]} } – wektor prędkości
- {\displaystyle {\vec {f}}\ \mathrm {[{\frac {m}{s^{2}}}]} } – wektor sił masowych działających na płyn, np. przyspieszenie ziemskie
- {\displaystyle p\ \mathrm {[{\frac {kg}{m\cdot s^{2}}}]} } = Pa – ciśnienie
- {\displaystyle \mu \ \mathrm {[{\frac {kg}{m\cdot s}}]} } – lepkość dynamiczna (powyższe równania uwzględniają, że nie jest ona stałą tylko jest różna dla różnych punktów przepływu)
- {\displaystyle \lambda \ \mathrm {[{\frac {kg}{m\cdot s}}]} } – lepkość objętościowa (powyższe równania uwzględniają, że nie jest ona stałą tylko jest różna dla różnych punktów przepływu)
- {\displaystyle \triangle {\vec {v}}=\nabla (\nabla \cdot {\vec {v}})-\nabla \times (\nabla \times {\vec {v}})\ \mathrm {[1/m\cdot s]} } – wektorowy operator Laplace’a (nie mylić ze skalarnym operatorem Laplace’a, który akurat w układzie kartezjańskim, gdy wykonany osobno na każdej składowej wektora da ten sam rezultat, ale już nie np. w układzie cylindrycznym). W kartezjańskim układzie dostajemy taki wektor:

{\displaystyle \triangle {\vec {v}}={\begin{bmatrix}\partial _{xx}u+\partial _{yy}u+\partial _{zz}u\\\partial _{xx}v+\partial _{yy}v+\partial _{zz}v\\\partial _{xx}w+\partial _{yy}w+\partial _{zz}w\end{bmatrix}}.}
- {\displaystyle \nabla \ \mathrm {[1/m]} } – operator nabla, poniżej przykłady użycia w kontekście gradientu i dywergencja:

{\displaystyle \nabla {\vec {v}}={\begin{bmatrix}\partial _{x}u&\partial _{x}v&\partial _{x}w\\\partial _{y}u&\partial _{y}v&\partial _{y}w\\\partial _{z}u&\partial _{z}v&\partial _{z}w\end{bmatrix}}\ \mathrm {[1/s]} } – gradient prędkości (rozwinięty w kartezjańskim układzie współrzędnych, gdzie np. {\displaystyle \partial _{x}u={\frac {\partial u}{\partial x}}})
{\displaystyle {\begin{aligned}\nabla (\nabla \cdot {\vec {v}})&={\begin{bmatrix}\partial _{x}(\nabla \cdot {\vec {v}})\\\partial _{y}(\nabla \cdot {\vec {v}})\\\partial _{z}(\nabla \cdot {\vec {v}})\end{bmatrix}}={\begin{bmatrix}\partial _{xx}u+\partial _{xy}v+\partial _{xz}w\\\partial _{yx}u+\partial _{yy}v+\partial _{yz}w\\\partial _{zx}u+\partial _{zy}v+\partial _{zz}w)\end{bmatrix}}\ \mathrm {[1/m\cdot s]} \end{aligned}}} wyrażenie takiej postaci to gradient z dywergencji prędkości w kartezjańskim układzie współrzędnych (jest to wektor, gdyż dywergencja prędkości to skalar, a gradient ze skalaru to wektor), gdzie oznaczenie np. {\displaystyle \partial _{xy}u={\frac {\partial ^{2}u}{\partial x\partial y}}}
{\displaystyle \nabla \cdot {\vec {v}}=\partial _{x}u+\partial _{y}v+\partial _{z}w\ \mathrm {[1/s]} } – dywergencja prędkości
{\displaystyle \nabla p=[\partial _{x}p,\partial _{y}p,\partial _{z}p]^{T}\ \mathrm {[kg/m^{2}s^{2}]} } – gradient ciśnienia
- litera T w górnym indeksie to transpozycja.

Powyższe równania Naviera-Stokesa zostały podane w formie operatorowej, która dla wszystkich układów współrzędnych przestrzennych ma taką samą postać (ale już nie w sytuacji gdy zmieniamy współrzędne w czasie np. wprowadzenie wirującego układu współrzędnych spowoduje pojawienie się dodatkowych elementów w równaniach związanych z efektem Coriolisa). Ponadto, przy wyznaczaniu jawnej postaci różniczkowej równań dla konkretnego układu współrzędnych przestrzennych musimy znaleźć postać wszystkich elementów równania (w tym operatorów) dla docelowego układu współrzędnych – przykładowo: element {\displaystyle \mu \triangle {\vec {v}}} zawierający wektorowy operator Laplace’a dla cylindrycznego układu współrzędnych będzie miał postać:
{\displaystyle \mu \triangle {\vec {v}}=\mu {\begin{bmatrix}\triangle u-u/r^{2}-2\partial _{\varphi }v/r^{2}\\\triangle v-v/r^{2}+2\partial _{\varphi }u/r^{2}\\\triangle w\end{bmatrix}}=\mu {\begin{bmatrix}\partial _{r}u/r+\partial _{rr}u+\partial _{\varphi \varphi }u/r^{2}+\partial _{zz}u-u/r^{2}-2\partial _{\varphi }v/r^{2}\\\partial _{r}v/r+\partial _{rr}v+\partial _{\varphi \varphi }v/r^{2}+\partial _{zz}v-v/r^{2}+2\partial _{\varphi }u/r^{2}\\\partial _{r}w/r+\partial _{rr}w+\partial _{\varphi \varphi }w/r^{2}+\partial _{zz}w\end{bmatrix}}}
gdzie symbol pochodnej cząstkowej {\displaystyle \partial } z dolnym indeksem/ami obejmuje tylko bezpośrednio następujący po nim symbol np. {\displaystyle \partial _{\varphi \varphi }v/r^{2}=(\partial _{\varphi \varphi }v)/r^{2}={\frac {1}{r^{2}}}{\frac {\partial ^{2}v}{\partial \varphi \partial \varphi }}}

## Postać w kartezjańskim układzie współrzędnych
Równanie wektorowe NS dla poszczególnych współrzędnych przyjmuje postać
{\displaystyle {\begin{array}{lllllllllllllll}x:&\rho (\overbrace {\partial _{t}u+u\partial _{x}u+v\partial _{y}u+w\partial _{z}u} ^{\frac {d{\vec {v}}}{dt}})&=&\overbrace {\rho f_{x}} ^{\rho {\vec {f}}}&-&\overbrace {\partial _{x}p} ^{\nabla p}&+&\overbrace {\mu (\partial _{xx}u+\partial _{yy}u+\partial _{zz}u)} ^{\mu \triangle {\vec {v}}}&+&\overbrace {(\lambda +\mu )(\partial _{xx}u+\partial _{xy}v+\partial _{xz}w)} ^{(\lambda +\mu )(\nabla (\nabla \cdot {\vec {v}}))}&+&\overbrace {(\partial _{x}u+\partial _{y}v+\partial _{z}w)(\partial _{x}\lambda )} ^{(\nabla \cdot {\vec {v}})(\nabla \lambda )}&+&\overbrace {{\big (}(\partial _{x}\mu )(\partial _{x}u)+(\partial _{y}\mu )(\partial _{y}u)+(\partial _{z}\mu )(\partial _{z}u){\big )}} ^{(\nabla {\vec {v}})^{T}\cdot (\nabla \mu )}&+&\overbrace {{\big (}(\partial _{x}\mu )(\partial _{x}u)+(\partial _{y}\mu )(\partial _{x}v)+(\partial _{z}\mu )(\partial _{x}w){\big )}} ^{(\nabla {\vec {v}})\cdot (\nabla \mu )}\\y:&\rho \left(\partial _{t}v+u\partial _{x}v+v\partial _{y}v+w\partial _{z}v\right)&=&\rho f_{y}&-&\partial _{y}p\ &+&\mu (\partial _{xx}v+\partial _{yy}v+\partial _{zz}v)&+&(\lambda +\mu )(\partial _{yx}u+\partial _{yy}v+\partial _{yz}w)&+&(\partial _{x}u+\partial _{y}v+\partial _{z}w)(\partial _{y}\lambda )&+&{\big (}(\partial _{x}\mu )(\partial _{x}v)+(\partial _{y}\mu )(\partial _{y}v)+(\partial _{z}\mu )(\partial _{z}v){\big )}&+&{\big (}(\partial _{x}\mu )(\partial _{y}u)+(\partial _{y}\mu )(\partial _{y}v)+(\partial _{z}\mu )(\partial _{y}w){\big )}\\z:&\rho \left(\partial _{t}w+u\partial _{x}w+v\partial _{y}w+w\partial _{z}w\right)&=&\rho f_{z}&-&\partial _{z}p&+&\mu (\partial _{xx}w+\partial _{yy}w+\partial _{zz}w)&+&(\lambda +\mu )(\partial _{zx}u+\partial _{zy}v+\partial _{zz}w)&+&(\partial _{x}u+\partial _{y}v+\partial _{z}w)(\partial _{z}\lambda )&+&{\big (}(\partial _{x}\mu )(\partial _{x}w)+(\partial _{y}\mu )(\partial _{y}w)+(\partial _{z}\mu )(\partial _{z}w){\big )}&+&{\big (}(\partial _{x}\mu )(\partial _{z}u)+(\partial _{y}\mu )(\partial _{z}v)+(\partial _{z}\mu )(\partial _{z}w){\big )}\end{array}}}
gdzie użyto oznaczeń pochodnych cząstkowych {\displaystyle \partial _{x}f={\frac {\partial f}{\partial x}}} oraz {\displaystyle \partial _{xy}f={\frac {\partial ^{2}f}{\partial x\partial y}}.}

## Wyprowadzenie
Wyprowadzenie rozpoczyna się od równania pędu Cauchy’ego zapisanego w kartezjańskim układzie współrzędnych (upraszczający obliczenia i stanowiącym punkt wyjścia dla innych układów wsp.), dla którego {\displaystyle \nabla \cdot {\boldsymbol {\sigma }}\equiv \mathrm {div} ({\boldsymbol {\sigma }}^{T})=(\nabla ^{T}\cdot {\boldsymbol {\sigma }})^{T}} gdzie w ostatniej równości po prawej działania możemy traktować jak mnożenie/transpozycje wektorów i macierzy (co również będziemy wykorzystywali w dalszej części wyprowadzenia):
{\displaystyle \rho {\frac {d{\vec {v}}}{dt}}=(\nabla ^{T}\cdot {\boldsymbol {\sigma }})^{T}+\rho {\vec {f}}.}
| Uwagi dotyczące notacji |
| --- |
| Operator nabla Ponieważ operator nabla nie jest przemienny tj. działa tylko prawostronnie - przykładowo {\displaystyle \nabla (fg)\neq f\nabla g\neq (fg)\nabla } po lewej stronie wyliczamy gradient z iloczynu funkcji fg, w środku liczymy iloczyn funkcji f i gradientu funkcji g, po stronie prawej z kolei dostajemy operator, który liczy gradient argumentu, po czym mnoży go przez iloczyn fg - co jest widoczne w formie macierzowej {\displaystyle {\begin{bmatrix}{\frac {\partial (fg)}{\partial x}}\\{\frac {\partial (fg)}{\partial y}}\\{\frac {\partial (fg)}{\partial z}}\end{bmatrix}}=g{\begin{bmatrix}{\frac {\partial f}{\partial x}}\\{\frac {\partial f}{\partial y}}\\{\frac {\partial f}{\partial z}}\end{bmatrix}}+f{\begin{bmatrix}{\frac {\partial g}{\partial x}}\\{\frac {\partial g}{\partial y}}\\{\frac {\partial g}{\partial z}}\end{bmatrix}}\neq f{\begin{bmatrix}{\frac {\partial g}{\partial x}}\\{\frac {\partial g}{\partial y}}\\{\frac {\partial g}{\partial z}}\end{bmatrix}}\neq fg{\begin{bmatrix}{\frac {\partial }{\partial x}}\\{\frac {\partial }{\partial y}}\\{\frac {\partial }{\partial z}}\end{bmatrix}}} Zatem równość prawdziwa dla macierzy {\displaystyle (A\cdot B)^{T}=B^{T}\cdot A^{T}} nie zachodzi dla operatora nabla tj. {\displaystyle (A\cdot \nabla )^{T}\neq \nabla ^{T}\cdot A^{T}} po lewej otrzymujemy operator, a po prawej już zróżniczkowany wektor - co jest bardziej widoczne w postaci macierzowej {\displaystyle (A\cdot \nabla )^{T}=\left({\begin{bmatrix}A_{11}&A_{12}&A_{13}\\A_{21}&A_{22}&A_{23}\\A_{31}&A_{32}&A_{33}\end{bmatrix}}\cdot {\begin{bmatrix}{\frac {\partial }{\partial x}}\\{\frac {\partial }{\partial y}}\\{\frac {\partial }{\partial z}}\end{bmatrix}}\right)^{T}=\left({\begin{bmatrix}(A_{11}+A_{12}+A_{13}){\frac {\partial }{\partial x}}\\(A_{21}+A_{22}+A_{23}){\frac {\partial }{\partial y}}\\(A_{31}+A_{32}+A_{33}){\frac {\partial }{\partial z}}\end{bmatrix}}\right)^{T}={\begin{bmatrix}(A_{11}+A_{12}+A_{13}){\frac {\partial }{\partial x}},&(A_{21}+A_{22}+A_{23}){\frac {\partial }{\partial y}},&(A_{31}+A_{32}+A_{33}){\frac {\partial }{\partial z}}\end{bmatrix}}} {\displaystyle \nabla ^{T}\cdot A^{T}={\begin{bmatrix}{\frac {\partial }{\partial x}}\\{\frac {\partial }{\partial y}}\\{\frac {\partial }{\partial z}}\end{bmatrix}}^{T}\cdot {\begin{bmatrix}A_{11}&A_{12}&A_{13}\\A_{21}&A_{22}&A_{23}\\A_{31}&A_{32}&A_{33}\end{bmatrix}}^{T}={\begin{bmatrix}{\frac {\partial }{\partial x}},&{\frac {\partial }{\partial y}},&{\frac {\partial }{\partial z}}\end{bmatrix}}\cdot {\begin{bmatrix}A_{11}&A_{21}&A_{31}\\A_{12}&A_{22}&A_{32}\\A_{13}&A_{23}&A_{33}\end{bmatrix}}={\begin{bmatrix}{\frac {\partial A_{11}}{\partial x}}+{\frac {\partial A_{12}}{\partial x}}+{\frac {\partial A_{13}}{\partial x}},&{\frac {\partial A_{21}}{\partial y}}+{\frac {\partial A_{22}}{\partial y}}+{\frac {\partial A_{23}}{\partial y}},&{\frac {\partial A_{31}}{\partial z}}+{\frac {\partial A_{32}}{\partial z}}+{\frac {\partial A_{33}}{\partial z}}\end{bmatrix}}} generalnie powoduje to że nie możemy swobodnie zamieniać kolejności działań jeżeli używamy operatora nabla - co widać w dalszych wyprowadzeniach. Iloczyn skalarny a mnożenie macierzowe Zwróćmy uwagę, że korzystając z reguł mnożenia macierzowego nie możemy mnożyć przez siebie dwóch wektorów kolumnowych - dlatego tego typu zapis traktujemy jako iloczyn skalarny wektorów - w szczególności gdy używamy operatora nabla {\displaystyle \nabla \cdot v={\begin{bmatrix}{\frac {\partial }{\partial x_{1}}}\\{\frac {\partial }{\partial x_{2}}}\\{\frac {\partial }{\partial x_{3}}}\end{bmatrix}}\cdot {\begin{bmatrix}v_{1}\\v_{2}\\v_{3}\end{bmatrix}}} Natomiast jeśli mamy wektor wierszowy i mnożymy go prawostronnie przez wektor kolumnowy, to działanie interpretujemy jako mnożenie macierzowe (a nie iloczyn skalarny - choć akurat w kartezjańskim układzie współrzędnych wynik będzie taki sam) {\displaystyle \nabla ^{T}\cdot v={\begin{bmatrix}{\frac {\partial }{\partial x_{1}}},&{\frac {\partial }{\partial x_{2}}},&{\frac {\partial }{\partial x_{3}}}\end{bmatrix}}\cdot {\begin{bmatrix}v_{1}\\v_{2}\\v_{3}\end{bmatrix}}} Jeżeli wymnożymy wektor kolumnowy przez wierszowy to w wyniku otrzymamy macierz {\displaystyle \nabla \cdot v^{T}={\begin{bmatrix}{\frac {\partial }{\partial x_{1}}}\\{\frac {\partial }{\partial x_{2}}}\\{\frac {\partial }{\partial x_{3}}}\end{bmatrix}}\cdot {\begin{bmatrix}v_{1},&v_{2},&v_{3}\end{bmatrix}}={\begin{bmatrix}{\frac {\partial v_{1}}{\partial x_{1}}}&{\frac {\partial v_{2}}{\partial x_{1}}}&{\frac {\partial v_{3}}{\partial x_{1}}}\\{\frac {\partial v_{1}}{\partial x_{2}}}&{\frac {\partial v_{2}}{\partial x_{2}}}&{\frac {\partial v_{3}}{\partial x_{2}}}\\{\frac {\partial v_{1}}{\partial x_{3}}}&{\frac {\partial v_{2}}{\partial x_{3}}}&{\frac {\partial v_{3}}{\partial x_{3}}}\end{bmatrix}}} Natomiast lewostronne mnożenie macierzy M przez wektor kolumnowy jest niedozwolone {\displaystyle {\cancel {{\begin{bmatrix}{\frac {\partial }{\partial x_{1}}}\\{\frac {\partial }{\partial x_{2}}}\\{\frac {\partial }{\partial x_{3}}}\end{bmatrix}}\cdot {\begin{bmatrix}A_{11}&A_{21}&A_{31}\\A_{12}&A_{22}&A_{32}\\A_{13}&A_{23}&A_{33}\end{bmatrix}}}}} Aby wykonać tego typu mnożenie należy najpierw transponować wektor (a wynik jest wektorem wierszowym) {\displaystyle {\begin{bmatrix}{\frac {\partial }{\partial x_{1}}}\\{\frac {\partial }{\partial x_{2}}}\\{\frac {\partial }{\partial x_{3}}}\end{bmatrix}}^{T}\cdot {\begin{bmatrix}A_{11}&A_{21}&A_{31}\\A_{12}&A_{22}&A_{32}\\A_{13}&A_{23}&A_{33}\end{bmatrix}}={\begin{bmatrix}{\frac {\partial }{\partial x_{1}}},&{\frac {\partial }{\partial x_{2}}},&{\frac {\partial }{\partial x_{3}}}\end{bmatrix}}\cdot {\begin{bmatrix}A_{11}&A_{21}&A_{31}\\A_{12}&A_{22}&A_{32}\\A_{13}&A_{23}&A_{33}\end{bmatrix}}={\begin{bmatrix}{\frac {\partial }{\partial x_{1}}}(A_{11}+A_{12}+A_{13}),&{\frac {\partial }{\partial x_{2}}}(A_{21}+A_{22}+A_{23}),&{\frac {\partial }{\partial x_{3}}}(A_{31}+A_{32}+A_{33})\end{bmatrix}}} Jeśli chcemy otrzymać wektor kolumnowy, należy na koniec dokonać kolejnej transpozycji (wynikowego wierszowego wektora) {\displaystyle \left({\begin{bmatrix}{\frac {\partial }{\partial x_{1}}}\\{\frac {\partial }{\partial x_{2}}}\\{\frac {\partial }{\partial x_{3}}}\end{bmatrix}}^{T}\cdot {\begin{bmatrix}A_{11}&A_{21}&A_{31}\\A_{12}&A_{22}&A_{32}\\A_{13}&A_{23}&A_{33}\end{bmatrix}}\right)^{T}=\left({\begin{bmatrix}{\frac {\partial }{\partial x_{1}}},&{\frac {\partial }{\partial x_{2}}},&{\frac {\partial }{\partial x_{3}}}\end{bmatrix}}\cdot {\begin{bmatrix}A_{11}&A_{21}&A_{31}\\A_{12}&A_{22}&A_{32}\\A_{13}&A_{23}&A_{33}\end{bmatrix}}\right)^{T}={\begin{bmatrix}{\frac {\partial }{\partial x_{1}}}(A_{11}+A_{12}+A_{13}),&{\frac {\partial }{\partial x_{2}}}(A_{21}+A_{22}+A_{23}),&{\frac {\partial }{\partial x_{3}}}(A_{31}+A_{32}+A_{33})\end{bmatrix}}^{T}={\begin{bmatrix}{\frac {\partial }{\partial x_{1}}}(A_{11}+A_{12}+A_{13})\\{\frac {\partial }{\partial x_{2}}}(A_{21}+A_{22}+A_{23})\\{\frac {\partial }{\partial x_{3}}}(A_{31}+A_{32}+A_{33})\end{bmatrix}}} |
Aby otrzymać równania Naviera-Stokesa, należy poczynić założenia w celu zamodelowania tensora naprężeń {\displaystyle {\boldsymbol {\sigma }}.} Zwyczajowo tensor naprężenia dzieli się na dwie części:
{\displaystyle {\boldsymbol {\sigma }}=-p{\boldsymbol {I}}+{\boldsymbol {\tau }},}
| Detale |
| --- |
| Po wprowadzeniu oznaczeń {\displaystyle \sigma _{kk}=\tau _{kk}-p} oraz {\displaystyle \sigma _{ij}=\tau _{ij}} dla {\displaystyle i\neq j} do macierzy naprężenia będzie wyglądało to tak {\displaystyle {\boldsymbol {\sigma }}={\begin{bmatrix}\sigma _{11}&\sigma _{12}&\sigma _{13}\\\sigma _{21}&\sigma _{22}&\sigma _{23}\\\sigma _{31}&\sigma _{32}&\sigma _{33}\end{bmatrix}}={\begin{bmatrix}\tau _{11}-p&\tau _{12}&\tau _{12}\\\tau _{21}&\tau _{22}-p&\tau _{23}\\\tau _{31}&\tau _{32}&\tau _{33}-p\end{bmatrix}}={\begin{bmatrix}-p&0&0\\0&-p&0\\0&0&-p\end{bmatrix}}+{\begin{bmatrix}\tau _{11}&\tau _{12}&\tau _{13}\\\tau _{21}&\tau _{22}&\tau _{23}\\\tau _{31}&\tau _{32}&\tau _{33}\end{bmatrix}}=-p{\begin{bmatrix}1&0&0\\0&1&0\\0&0&1\end{bmatrix}}+{\begin{bmatrix}\tau _{11}&\tau _{12}&\tau _{13}\\\tau _{21}&\tau _{22}&\tau _{23}\\\tau _{31}&\tau _{32}&\tau _{33}\end{bmatrix}}=-p{\boldsymbol {I}}+{\boldsymbol {\tau }}} |
gdzie {\displaystyle {\boldsymbol {I}}} to macierz jednostkowa. Gdy płyn jest nieruchomy w polu sił, to tensor {\displaystyle {\boldsymbol {\tau }}} zeruje się natomiast ciśnienie p niekoniecznie.
W oznaczeniach poniżej przyjmuje się, że {\displaystyle {\vec {v}}=[u,v,w]=[v_{1},v_{2},v_{3}]} oraz {\displaystyle {\vec {x}}=[x,y,z]=[x_{1},x_{2},x_{3}].} Ponadto będziemy stosować konwencję sumacyjną Einsteina.
Założenie 1
Równania opisują płyn newtonowski, tzn. tensor {\displaystyle {\boldsymbol {\tau }}} jest liniową funkcją gradientu prędkości, tzn. ma postać:
{\displaystyle \tau _{ij}=L_{ijkl}{\frac {\partial v_{k}}{\partial x_{l}}},}
gdzie: {\displaystyle {\boldsymbol {L}}=[L_{ijkl}]} jest tensorem czwartego rzędu (ma 81 składowych). Ponieważ stosujemy konwencję sumacyjną Einsteina, więc przed prawą stroną powyższego równania stoją dwa znaki sumy: po indeksie k oraz l.
Założenie 2
Płyn jest izotropowy i jednorodny. Implikuje to że tensor {\displaystyle {\boldsymbol {L}}} powinien być niezależny od kierunku. Innym znanym tensorem niezależnym od kierunku jest {\displaystyle \delta _{ij}} (delta Kroneckera). Delta Kroneckera jest rzędu 2 więc my musimy znaleźć jej odpowiednik, ale rzędu 4. W celu zbadania niezależności tensora od kierunku wprowadźmy 4-liniową formę S (funkcję dającą skalar w wyniku) będącą iloczynem wewnętrznym tensora {\displaystyle {\boldsymbol {L}}} i czterech wektorów {\displaystyle {\vec {a}}=[a_{i}],{\vec {b}}=[b_{i}],{\vec {c}}=[c_{i}],{\vec {d}}=[d_{i}]} (ponieważ stosujemy konwencję sumacyjną Einsteina, więc przed prawą stroną równania poniżej stoją cztery znaki sumy: po indeksie i,j,k oraz l.):
{\displaystyle S({\vec {a}},{\vec {b}},{\vec {c}},{\vec {d}})=L_{ijkl}a_{i}b_{j}c_{k}d_{l}}
Tensor {\displaystyle {\boldsymbol {L}}} jest niezależny od kierunku wektorów na których działa tylko wtedy gdy również funkcja S jest niezależna. Aby funkcja S była niezależna od kierunku, nie powinna być zależna od bezwzględnego położenia wektorów {\displaystyle {\vec {a}},{\vec {b}},{\vec {c}},{\vec {d}},} ale powinna zmieniać wartość gdy wektory zmieniają swoje długości lub położenia względem siebie. Zatem S powinna zmieniać wartość, gdy zmieniają się cosinusy kątów między poszczególnymi wektorami (i gdy zmienia się długość wektorów). Funkcją, która to umożliwia jest iloczyn skalarny, wówczas S możemy skonstruować następująco (dla zwięzłości pomijamy listę argumentów S):
{\displaystyle S=\alpha ({\vec {a}}\cdot {\vec {b}})({\vec {c}}\cdot {\vec {d}})+\beta ({\vec {a}}\cdot {\vec {c}})({\vec {b}}\cdot {\vec {d}})+\gamma ({\vec {a}}\cdot {\vec {d}})({\vec {b}}\cdot {\vec {c}}).}
Inne liniowe funkcje ponad powyższą (np. z wyrazami typu {\displaystyle ({\vec {a}}\times {\vec {b}})\cdot ({\vec {c}}\times {\vec {d}})}), niczego więcej nie wniosą. Zatem rozpisując iloczyny skalarne, mamy:
{\displaystyle S=\alpha a_{i}b_{i}c_{j}d_{j}+\beta a_{i}c_{i}b_{j}d_{j}+\gamma a_{i}d_{i}b_{j}c_{j},}
przekształcając dalej:
{\displaystyle S=a_{i}b_{j}c_{k}d_{l}(\alpha \delta _{ij}\delta _{kl}+\beta \delta _{ik}\delta _{jl}+\gamma \delta _{il}\delta _{jk})=L_{ijkl}a_{i}b_{j}c_{k}d_{l},}
zatem tensor {\displaystyle {\boldsymbol {L}},} aby był izotropowy, musi mieć postać:
{\displaystyle L_{ijkl}=\alpha \delta _{ij}\delta _{kl}+\beta \delta _{ik}\delta _{jl}+\gamma \delta _{il}\delta _{jk}.}
Założenie 3
Symetria tensora naprężeń, tj. {\displaystyle \sigma _{ij}=\sigma _{ji}.} Badając równowagę elementarnego sześcianu, zakładając, że nie występują naprężenia momentowe (dla których uogólnioną teorię sformułowali bracia Cosserat, 1909), można dowieść, że tensor naprężenia jest symetryczny. Jednak w ogólności tak nie jest i np. dla płynów polarnych w polu elektromagnetycznym takie założenie jest błędne. Klasyczne równania Naviera-Stokesa nie uwzględniają tego typu płynów, ale za to uwzględniają szeroką klasę płynów powszechnie używanych. Zatem:
{\displaystyle \sigma _{ij}=\sigma _{ji}\qquad \Rightarrow \qquad L_{ijkl}=L_{jikl}.}
Podstawiając wyprowadzoną postać tensora {\displaystyle {\boldsymbol {L}}} pod lewą i prawą stronę równania, otrzymamy:
{\displaystyle \alpha \delta _{ij}\delta _{kl}+\beta \delta _{ik}\delta _{jl}+\gamma \delta _{il}\delta _{jk}=\alpha \delta _{ji}\delta _{kl}+\beta \delta _{jk}\delta _{il}+\gamma \delta _{jl}\delta _{ik}}
i dalej:
{\displaystyle \beta \delta _{ik}\delta _{jl}+\gamma \delta _{il}\delta _{jk}=\beta \delta _{jk}\delta _{il}+\gamma \delta _{jl}\delta _{ik},}
co prowadzi do:
{\displaystyle (\beta -\gamma )\delta _{ik}\delta _{jl}=(\beta -\gamma )\delta _{jk}\delta _{il}.}
Ponieważ w szczególności ta równość musi zachodzić dla {\displaystyle i=k,j=l,i\neq j,} np. {\displaystyle i=1,j=2,} to mamy:
{\displaystyle (\beta -\gamma )\delta _{11}\delta _{22}=(\beta -\gamma )\delta _{21}\delta _{12}\qquad \Rightarrow \qquad (\beta -\gamma )\cdot 1\cdot 1=(\beta -\gamma )\cdot 0\cdot 0.}
Zatem
{\displaystyle \beta =\gamma .}
Podstawiając to do tensora {\displaystyle {\boldsymbol {L}},} otrzymujemy:
{\displaystyle L_{ijkl}=\alpha \delta _{ij}\delta _{kl}+\beta (\delta _{ik}\delta _{jl}+\delta _{il}\delta _{jk}).}
Ostatnie kroki wyprowadzenia
Zamieniając nazwy parametrów na powszechnie używane (a pierwotnie wywodzące się z rozważań na temat tensora sztywności dla ciał stałych, gdzie nazywane są stałymi Lamégo), tj.: {\displaystyle \mu =\beta } oraz {\displaystyle \lambda =\alpha } w tensorze {\displaystyle {\boldsymbol {L}}} i podstawiając go do tensora {\displaystyle {\boldsymbol {\tau }},} mamy:
{\displaystyle \tau _{ij}=\left(\lambda \delta _{ij}\delta _{kl}+\mu (\delta _{ik}\delta _{jl}+\delta _{il}\delta _{jk})\right){\frac {\partial v_{k}}{\partial x_{l}}}.}
Po uwzględnieniu działania delty Kroneckera otrzymamy:
{\displaystyle \tau _{ij}=\lambda \delta _{ij}{\frac {\partial v_{k}}{\partial x_{k}}}+\mu \left({\frac {\partial v_{i}}{\partial x_{j}}}+{\frac {\partial v_{j}}{\partial x_{i}}}\right).}
| Detale |
| --- |
| Zapiszmy {\displaystyle \tau _{ij}=A_{ij}+B_{ij}} gdzie: {\displaystyle A_{ij}=\lambda \delta _{ij}\delta _{kl}{\frac {\partial v_{k}}{\partial x_{l}}}} {\displaystyle B_{ij}=\mu (\delta _{ik}\delta _{jl}+\delta _{il}\delta _{jk}){\frac {\partial v_{k}}{\partial x_{l}}}} Dla jasności, wprowadzimy symbole sum pominiętych w notacji sumacyjnej Einsteina (czyli tych po dublujących się indeksach, tj. {\displaystyle k} i {\displaystyle l}). Wówczas możemy zapisać {\displaystyle A_{ij}=\sum _{k=1}^{3}\sum _{l=1}^{3}\lambda \delta _{ij}\delta _{kl}{\frac {\partial v_{k}}{\partial x_{l}}}=\lambda \delta _{ij}\sum _{k=1}^{3}\sum _{l=1}^{3}\delta _{kl}{\frac {\partial v_{k}}{\partial x_{l}}}=\lambda \delta _{ij}\sum _{k=1}^{3}\delta _{kk}{\frac {\partial v_{k}}{\partial x_{k}}}=\lambda \delta _{ij}\sum _{k=1}^{3}{\frac {\partial v_{k}}{\partial x_{k}}}} wykorzystaliśmy tutaj fakt, że delta Kroneckera z definicji {\displaystyle \delta _{kl}=0} tylko gdy {\displaystyle k\neq l} oraz 1 gdy {\displaystyle k=l} (tj. {\displaystyle \delta _{kk}=1}), co przejawia się w równości: {\displaystyle \sum _{k=1}^{3}\sum _{l=1}^{3}\delta _{kl}=\sum _{k=1}^{3}(\delta _{k1}+\delta _{k2}+\delta _{k3})=(\delta _{11}+\delta _{12}+\delta _{13})+(\delta _{21}+\delta _{22}+\delta _{23})+(\delta _{31}+\delta _{32}+\delta _{33})=(\delta _{11}+0+0)+(0+\delta _{22}+0)+(0+0+\delta _{33})=\sum _{k=1}^{3}\delta _{kk}} Po powrocie do notacji sumacyjnej Einsteina (czyli usunięciu symbolu sumy) otrzymujemy {\displaystyle A_{ij}=\lambda \delta _{ij}{\frac {\partial v_{k}}{\partial x_{k}}}} Podobnie zapisujemy znaki sum dla {\displaystyle B_{ij}} {\displaystyle B_{ij}=\mu \left(\sum _{k=1}^{3}\sum _{l=1}^{3}\delta _{ik}\delta _{jl}{\frac {\partial v_{k}}{\partial x_{l}}}+\sum _{k=1}^{3}\sum _{l=1}^{3}\delta _{il}\delta _{jk}{\frac {\partial v_{k}}{\partial x_{l}}}\right)=\mu \left(\delta _{ii}\delta _{jj}{\frac {\partial v_{i}}{\partial x_{j}}}+\delta _{ii}\delta _{jj}{\frac {\partial v_{j}}{\partial x_{i}}}\right)=\mu \left({\frac {\partial v_{i}}{\partial x_{j}}}+{\frac {\partial v_{j}}{\partial x_{i}}}\right)} zwróćmy też uwagę, że w nawiasie z lewej (z symbolami sum) w każdym ze składników mamy inny układ indeksów przy deltach Kroneckera. Dla lewego składnika mamy {\displaystyle \delta _{ik}\delta _{jl}} co powoduje że nie zeruje się on tylko gdy {\displaystyle k=i,l=j.} Natomiast dla składnika prawego mamy {\displaystyle \delta _{il}\delta _{jk}} co powoduje, że nie zeruje się on tylko gdy {\displaystyle k=j,l=i.} To powoduje redukcję podwójnych sum do pojedynczych niezerowych wyrazów oraz finalne odwrócenie indeksów w prawym wyrazie z pochodnymi (w stosunku do wyrazu lewego). |
Ostatecznie tensor naprężenia {\displaystyle {\boldsymbol {\sigma }}=-p{\boldsymbol {I}}+{\boldsymbol {\tau }}} można zapisać, używając operatorów następująco (literka T w górnym indeksie oznacza transpozycję macierzy):
{\displaystyle {\boldsymbol {\sigma }}=-p{\boldsymbol {I}}+\lambda (\nabla \cdot v){\boldsymbol {I}}+\mu (\nabla {\vec {v}}+(\nabla {\vec {v}})^{T}).}
| Detale |
| --- |
| Zapiszmy {\displaystyle \tau _{ij}=A_{ij}+B_{ij}} gdzie: {\displaystyle A_{ij}=\lambda \delta _{ij}{\frac {\partial v_{k}}{\partial x_{k}}}} {\displaystyle B_{ij}=\mu \left({\frac {\partial v_{i}}{\partial x_{j}}}+{\frac {\partial v_{j}}{\partial x_{i}}}\right)} W zapisie macierzowym mamy {\displaystyle {\boldsymbol {\tau }}={\begin{bmatrix}\tau _{11}&\tau _{12}&\tau _{13}\\\tau _{21}&\tau _{22}&\tau _{23}\\\tau _{31}&\tau _{32}&\tau _{33}\end{bmatrix}}=A+B} Rozpiszmy z osobna obydwie macierze (uwzględniając odrazu, że {\displaystyle \delta _{ij}=0,} gdy {\displaystyle i\neq j} oraz to, że {\displaystyle \delta _{11}=\delta _{22}=\delta _{33}=1}) {\displaystyle A={\begin{bmatrix}A_{11}&A_{12}&A_{13}\\A_{21}&A_{22}&A_{23}\\A_{31}&A_{32}&A_{33}\end{bmatrix}}={\begin{bmatrix}\lambda \delta _{11}{\frac {\partial v_{k}}{\partial x_{k}}}&0&0\\0&\lambda \delta _{22}{\frac {\partial v_{k}}{\partial x_{k}}}&0\\0&0&\lambda \delta _{33}{\frac {\partial v_{k}}{\partial x_{k}}}\end{bmatrix}}={\begin{bmatrix}\lambda {\frac {\partial v_{k}}{\partial x_{k}}}&0&0\\0&\lambda {\frac {\partial v_{k}}{\partial x_{k}}}&0\\0&0&\lambda {\frac {\partial v_{k}}{\partial x_{k}}}\end{bmatrix}}=\lambda {\frac {\partial v_{k}}{\partial x_{k}}}{\begin{bmatrix}1&0&0\\0&1&0\\0&0&1\end{bmatrix}}=\lambda {\frac {\partial v_{k}}{\partial x_{k}}}{\boldsymbol {I}}} Wprowadzając symbol sumy (pomijany wcześniej w związku z użyciem notacji sumacyjnej Einsteina) oraz korzystając z definicji dywergencji pola wektorowego, możemy (po prawej stronie poniższego ciągu równości) zapisać operatorowo {\displaystyle A=\lambda \left(\sum _{k=1}^{3}{\frac {\partial v_{k}}{\partial x_{k}}}\right){\boldsymbol {I}}=\lambda \left({\frac {\partial v_{1}}{\partial x_{1}}}+{\frac {\partial v_{2}}{\partial x_{2}}}+{\frac {\partial v_{3}}{\partial x_{3}}}\right){\boldsymbol {I}}=\lambda \left({\begin{bmatrix}{\frac {\partial }{\partial x_{1}}}\\{\frac {\partial }{\partial x_{2}}}\\{\frac {\partial }{\partial x_{3}}}\end{bmatrix}}\cdot {\begin{bmatrix}v_{1}\\v_{2}\\v_{3}\end{bmatrix}}\right){\boldsymbol {I}}=\lambda (\nabla \cdot {\vec {v}}){\boldsymbol {I}}} Zauważmy tu, że w wyrażeniu po trzecim znaku równości, tam gdzie wektor prędkości i operator nabla zostały zapisane jawnie (czyli jako wektory kolumnowe, tj. kontrawariantne), działanie pomiędzy nimi to iloczyn skalarny (gdyż on operuje na 2 wektorach), a nie macierzowy (nie można wymnożyć dwóch takich macierzy). W podobny sposób rozpiszmy macierz B, ale podzielmy ją na dwa składniki (dwie macierze) {\displaystyle B_{ij}=\mu \left({\frac {\partial v_{i}}{\partial x_{j}}}+{\frac {\partial v_{j}}{\partial x_{i}}}\right)=\mu {\frac {\partial v_{i}}{\partial x_{j}}}+\mu {\frac {\partial v_{j}}{\partial x_{i}}}} wprowadźmy macierz C na oznaczenie drugiego składnika {\displaystyle C_{ij}=\mu {\frac {\partial v_{j}}{\partial x_{i}}}} odrazu można zauważyć, że pierwsza macierz (pierwszy składnik) będzie transpozycją macierzy {\displaystyle C_{ij}} tzn. {\displaystyle B_{ij}=C_{ji}+C_{ij},} czyli {\displaystyle B=C^{T}+C} gdzie: {\displaystyle C={\begin{bmatrix}\mu {\frac {\partial v_{1}}{\partial x_{1}}}&\mu {\frac {\partial v_{2}}{\partial x_{1}}}&\mu {\frac {\partial v_{3}}{\partial x_{1}}}\\\mu {\frac {\partial v_{1}}{\partial x_{2}}}&\mu {\frac {\partial v_{2}}{\partial x_{2}}}&\mu {\frac {\partial v_{3}}{\partial x_{2}}}\\\mu {\frac {\partial v_{1}}{\partial x_{3}}}&\mu {\frac {\partial v_{2}}{\partial x_{3}}}&\mu {\frac {\partial v_{3}}{\partial x_{3}}}\end{bmatrix}}=\mu {\begin{bmatrix}{\frac {\partial v_{1}}{\partial x_{1}}}&{\frac {\partial v_{2}}{\partial x_{1}}}&{\frac {\partial v_{3}}{\partial x_{1}}}\\{\frac {\partial v_{1}}{\partial x_{2}}}&{\frac {\partial v_{2}}{\partial x_{2}}}&{\frac {\partial v_{3}}{\partial x_{2}}}\\{\frac {\partial v_{1}}{\partial x_{3}}}&{\frac {\partial v_{2}}{\partial x_{3}}}&{\frac {\partial v_{3}}{\partial x_{3}}}\end{bmatrix}}=\mu \nabla {\vec {v}}} w ostatniej równości powyżej uwzględniliśmy definicję gradientu wektora prędkości aby użyć zapisu operatorowego. Zatem kontynuując zapis macierzowo-operatorowy, mamy {\displaystyle B=C^{T}+C=(\mu \nabla {\vec {v}})^{T}+\mu \nabla {\vec {v}}=\mu (\nabla {\vec {v}})^{T}+\mu \nabla {\vec {v}}} (powyżej wyciągnęliśmy skalar {\displaystyle \mu } przed transpozycję macierzy) ostatecznie więc możemy zapisać {\displaystyle {\boldsymbol {\tau }}=A+B=A+C^{T}+C=\lambda (\nabla \cdot {\vec {v}}){\boldsymbol {I}}+\mu (\nabla {\vec {v}})^{T}+\mu \nabla {\vec {v}}=\lambda (\nabla \cdot {\vec {v}}){\boldsymbol {I}}+\mu (\nabla {\vec {v}}+(\nabla {\vec {v}})^{T})} |
W ten sposób doszliśmy do końca definicji modelu i jest to właściwie koniec wyprowadzenia. Podstawiając taką formę tensora naprężeń {\displaystyle {\boldsymbol {\sigma }}} do równania pędu Cauchy’ego, otrzymamy równania Naviera-Stokesa.
Końcowe podstawienie
Ponieważ jednak owo podstawienie nie jest trywialne (ze względów rachunkowych) dokonamy go poniżej by otrzymać jawną postać operatorową równań Naviera-Stokesa. Wyliczmy dywergencję transponowaną z {\displaystyle {\boldsymbol {\sigma }},} korzystając z faktu, że w układzie kartezjańskim możemy ją wyliczyć jako mnożenie wektora z macierzą:
{\displaystyle \nabla ^{T}\cdot {\boldsymbol {\sigma }}=-\nabla ^{T}\cdot p{\boldsymbol {I}}+\nabla ^{T}\cdot \lambda (\nabla \cdot v){\boldsymbol {I}}+\nabla ^{T}\cdot \mu (\nabla {\vec {v}}+(\nabla {\vec {v}})^{T})=-(\nabla ^{T}\cdot {\boldsymbol {I}})p+(\nabla ^{T}\cdot {\boldsymbol {I}})(\lambda \nabla \cdot v)+\nabla ^{T}\cdot (\mu \nabla {\vec {v}})+\nabla ^{T}\cdot (\mu \nabla {\vec {v}})^{T}.}
W przejściu do ostatniej równości skorzystaliśmy z przemienności mnożenia skalaru przez macierz. Rozpisując dokładnie wszystkie operatory (na postać pochodnych cząstkowych), można sprawdzić, że prawdziwy jest poniższy ciąg równości (uwaga! uwzględniono tu, że lepkości są funkcjami zależnymi od położenia, a nie stałymi):
{\displaystyle {\begin{aligned}(\nabla ^{T}\cdot {\boldsymbol {\sigma }})^{T}&=-\nabla p+\nabla ^{T}(\lambda \nabla \cdot {\vec {v}})+(\nabla ^{T}\cdot (\mu \nabla {\vec {v}}))^{T}+(\nabla ^{T}\cdot (\mu \nabla {\vec {v}})^{T})^{T}\\&=-\nabla p+\overbrace {\lambda \nabla (\nabla \cdot {\vec {v}})+(\nabla \lambda )(\nabla \cdot {\vec {v}})} ^{\nabla ^{T}(\lambda \nabla \cdot {\vec {v}})}+\overbrace {\underbrace {\mu (\nabla ^{T}\cdot \nabla {\vec {v}})^{T}} _{\mu \triangle {\vec {v}}}+(\nabla {\vec {v}})^{T}\cdot (\nabla \mu )} ^{(\nabla ^{T}\cdot (\mu \nabla {\vec {v}}))^{T}}+\overbrace {\underbrace {\mu (\nabla ^{T}\cdot (\nabla {\vec {v}})^{T})^{T}} _{\mu \nabla (\nabla \cdot v)}+(\nabla {\vec {v}})\cdot (\nabla \mu )} ^{(\nabla ^{T}\cdot (\mu \nabla {\vec {v}})^{T})^{T}}\\&=-\nabla p+\mu \triangle {\vec {v}}+(\lambda +\mu )\nabla (\nabla \cdot {\vec {v}})+(\nabla \cdot {\vec {v}})(\nabla \lambda )+{\big (}\nabla {\vec {v}}+(\nabla {\vec {v}})^{T}{\big )}\cdot (\nabla \mu )\end{aligned}}.}
| Detale |
| --- |
| Mamy {\displaystyle {\boldsymbol {\sigma }}=-p{\boldsymbol {I}}+\lambda (\nabla \cdot v){\boldsymbol {I}}+\mu \nabla {\vec {v}}+\mu (\nabla {\vec {v}})^{T}=A+B+C+D} gdzie oznaczyliśmy: {\displaystyle A=-p{\boldsymbol {I}}={\begin{bmatrix}-p&0&0\\0&-p&0\\0&0&-p\end{bmatrix}}} {\displaystyle B=\lambda (\nabla \cdot v){\boldsymbol {I}}={\begin{bmatrix}\lambda \left({\frac {\partial v_{1}}{\partial x_{1}}}+{\frac {\partial v_{2}}{\partial x_{2}}}+{\frac {\partial v_{3}}{\partial x_{3}}}\right)&0&0\\0&\lambda \left({\frac {\partial v_{1}}{\partial x_{1}}}+{\frac {\partial v_{2}}{\partial x_{2}}}+{\frac {\partial v_{3}}{\partial x_{3}}}\right)&0\\0&0&\lambda \left({\frac {\partial v_{1}}{\partial x_{1}}}+{\frac {\partial v_{2}}{\partial x_{2}}}+{\frac {\partial v_{3}}{\partial x_{3}}}\right)\end{bmatrix}}} {\displaystyle C=\mu \nabla {\vec {v}}={\begin{bmatrix}\mu {\frac {\partial v_{1}}{\partial x_{1}}}&\mu {\frac {\partial v_{2}}{\partial x_{1}}}&\mu {\frac {\partial v_{3}}{\partial x_{1}}}\\\mu {\frac {\partial v_{1}}{\partial x_{2}}}&\mu {\frac {\partial v_{2}}{\partial x_{2}}}&\mu {\frac {\partial v_{3}}{\partial x_{2}}}\\\mu {\frac {\partial v_{1}}{\partial x_{3}}}&\mu {\frac {\partial v_{2}}{\partial x_{3}}}&\mu {\frac {\partial v_{3}}{\partial x_{3}}}\end{bmatrix}}} {\displaystyle D=\mu (\nabla {\vec {v}})^{T}=C^{T}={\begin{bmatrix}\mu {\frac {\partial v_{1}}{\partial x_{1}}}&\mu {\frac {\partial v_{1}}{\partial x_{2}}}&\mu {\frac {\partial v_{1}}{\partial x_{3}}}\\\mu {\frac {\partial v_{2}}{\partial x_{1}}}&\mu {\frac {\partial v_{2}}{\partial x_{2}}}&\mu {\frac {\partial v_{2}}{\partial x_{3}}}\\\mu {\frac {\partial v_{3}}{\partial x_{1}}}&\mu {\frac {\partial v_{3}}{\partial x_{2}}}&\mu {\frac {\partial v_{3}}{\partial x_{3}}}\end{bmatrix}}} Transponowany operator nabla ma postać (wektor wierszowy) {\displaystyle \nabla ^{T}={\begin{bmatrix}{\frac {\partial }{\partial x_{1}}},&{\frac {\partial }{\partial x_{2}}},&{\frac {\partial }{\partial x_{3}}}\end{bmatrix}}} I chcemy policzyć {\displaystyle \nabla ^{T}\cdot {\boldsymbol {\sigma }}} i docelowo transpozycję tego wyrażenia (uwaga znak kropeczki w macierzy B między nabla a wektorem oznacza iloczyn skalarny, natomiast tu oznacza mnożenie macierzy), ze względu na liniowość mnożenia macierzy, jak i różniczkowania możemy zapisać: {\displaystyle \nabla ^{T}\cdot {\boldsymbol {\sigma }}=\nabla ^{T}\cdot (A+B+C+D)=(\nabla ^{T}\cdot A)+(\nabla ^{T}\cdot B)+(\nabla ^{T}\cdot C)+(\nabla ^{T}\cdot D)} Wprowadzając docelową transpozycję, mamy {\displaystyle (\nabla ^{T}\cdot {\boldsymbol {\sigma }})^{T}=(\nabla ^{T}\cdot (A+B+C+D))^{T}=(\nabla ^{T}\cdot A)^{T}+(\nabla ^{T}\cdot B)^{T}+(\nabla ^{T}\cdot C)^{T}+(\nabla ^{T}\cdot D)^{T}} I wówczas możemy osobno rozpisać każdy element (tam gdzie pojawiają się macierze mamy do czynienia z mnożeniem macierzowym dla znaku {\displaystyle \cdot }) Składnik zawierający A Rozpocznijmy do składnika zawierającego A zapisanego w formie operatorowej, a następnie w linii niżej zapisanego dla jasności w formie macierzowej (ukazującej skąd biorą się kolejne przejścia dla formy operatorowej), a w linii trzeciej jego postać po finalnej transpozycji {\displaystyle \nabla ^{T}\cdot A=\nabla ^{T}\cdot (-p{\boldsymbol {I}})=-(\nabla ^{T}\cdot {\boldsymbol {I}})p=-\nabla ^{T}p} {\displaystyle \nabla ^{T}\cdot A=\nabla ^{T}\cdot {\begin{bmatrix}-p&0&0\\0&-p&0\\0&0&-p\end{bmatrix}}={\begin{bmatrix}{\frac {\partial }{\partial x_{1}}},&{\frac {\partial }{\partial x_{2}}},&{\frac {\partial }{\partial x_{3}}}\end{bmatrix}}\cdot {\begin{bmatrix}-p&0&0\\0&-p&0\\0&0&-p\end{bmatrix}}={\begin{bmatrix}{\frac {\partial }{\partial x_{1}}},&{\frac {\partial }{\partial x_{2}}},&{\frac {\partial }{\partial x_{3}}}\end{bmatrix}}\cdot {\begin{bmatrix}1&0&0\\0&1&0\\0&0&1\end{bmatrix}}(-p)={\begin{bmatrix}-{\frac {\partial p}{\partial x_{1}}},&-{\frac {\partial p}{\partial x_{2}}},&-{\frac {\partial p}{\partial x_{3}}}\end{bmatrix}}=-{\begin{bmatrix}{\frac {\partial }{\partial x_{1}}},&{\frac {\partial }{\partial x_{2}}},&{\frac {\partial }{\partial x_{3}}}\end{bmatrix}}p=-\nabla ^{T}p} {\displaystyle (\nabla ^{T}\cdot A)^{T}=(-\nabla ^{T}p)^{T}=\left({\begin{bmatrix}-{\frac {\partial p}{\partial x_{1}}},&-{\frac {\partial p}{\partial x_{2}}},&-{\frac {\partial p}{\partial x_{3}}}\end{bmatrix}}\right)^{T}={\begin{bmatrix}-{\frac {\partial p}{\partial x_{1}}}\\-{\frac {\partial p}{\partial x_{2}}}\\-{\frac {\partial p}{\partial x_{3}}}\end{bmatrix}}=-{\begin{bmatrix}{\frac {\partial }{\partial x_{1}}}\\{\frac {\partial }{\partial x_{2}}}\\{\frac {\partial }{\partial x_{3}}}\end{bmatrix}}p=-\nabla p} Składnik zawierający B {\displaystyle \nabla ^{T}\cdot B=\nabla ^{T}\cdot (\lambda (\nabla \cdot v){\boldsymbol {I}})=(\nabla ^{T}\cdot {\boldsymbol {I}})(\lambda \nabla \cdot v)=\nabla ^{T}(\lambda \nabla \cdot v)} {\displaystyle \nabla ^{T}\cdot B={\begin{bmatrix}{\frac {\partial }{\partial x_{1}}},&{\frac {\partial }{\partial x_{2}}},&{\frac {\partial }{\partial x_{3}}}\end{bmatrix}}\cdot {\begin{bmatrix}\lambda \left({\frac {\partial v_{1}}{\partial x_{1}}}+{\frac {\partial v_{2}}{\partial x_{2}}}+{\frac {\partial v_{3}}{\partial x_{3}}}\right)&0&0\\0&\lambda \left({\frac {\partial v_{1}}{\partial x_{1}}}+{\frac {\partial v_{2}}{\partial x_{2}}}+{\frac {\partial v_{3}}{\partial x_{3}}}\right)&0\\0&0&\lambda \left({\frac {\partial v_{1}}{\partial x_{1}}}+{\frac {\partial v_{2}}{\partial x_{2}}}+{\frac {\partial v_{3}}{\partial x_{3}}}\right)\end{bmatrix}}={\begin{bmatrix}{\frac {\partial }{\partial x_{1}}},&{\frac {\partial }{\partial x_{2}}},&{\frac {\partial }{\partial x_{3}}}\end{bmatrix}}\cdot \left({\begin{bmatrix}1&0&0\\0&1&0\\0&0&1\end{bmatrix}}\lambda \left({\frac {\partial v_{1}}{\partial x_{1}}}+{\frac {\partial v_{2}}{\partial x_{2}}}+{\frac {\partial v_{3}}{\partial x_{3}}}\right)\right)} {\displaystyle =\left({\begin{bmatrix}{\frac {\partial }{\partial x_{1}}},&{\frac {\partial }{\partial x_{2}}},&{\frac {\partial }{\partial x_{3}}}\end{bmatrix}}\cdot {\begin{bmatrix}1&0&0\\0&1&0\\0&0&1\end{bmatrix}}\right)\lambda \left({\frac {\partial v_{1}}{\partial x_{1}}}+{\frac {\partial v_{2}}{\partial x_{2}}}+{\frac {\partial v_{3}}{\partial x_{3}}}\right)=(\nabla ^{T}\cdot {\boldsymbol {I}})(\lambda \nabla \cdot v)={\begin{bmatrix}{\frac {\partial }{\partial x_{1}}},&{\frac {\partial }{\partial x_{2}}},&{\frac {\partial }{\partial x_{3}}}\end{bmatrix}}\left(\lambda \left({\frac {\partial v_{1}}{\partial x_{1}}}+{\frac {\partial v_{2}}{\partial x_{2}}}+{\frac {\partial v_{3}}{\partial x_{3}}}\right)\right)=\nabla ^{T}(\lambda \nabla \cdot v)} {\displaystyle ={\begin{bmatrix}{\frac {\partial }{\partial x_{1}}}\left(\lambda \left({\frac {\partial v_{1}}{\partial x_{1}}}+{\frac {\partial v_{2}}{\partial x_{2}}}+{\frac {\partial v_{3}}{\partial x_{3}}}\right)\right),&{\frac {\partial }{\partial x_{2}}}\left(\lambda \left({\frac {\partial v_{1}}{\partial x_{1}}}+{\frac {\partial v_{2}}{\partial x_{2}}}+{\frac {\partial v_{3}}{\partial x_{3}}}\right)\right),&{\frac {\partial }{\partial x_{3}}}\left(\lambda \left({\frac {\partial v_{1}}{\partial x_{1}}}+{\frac {\partial v_{2}}{\partial x_{2}}}+{\frac {\partial v_{3}}{\partial x_{3}}}\right)\right)\end{bmatrix}}} kontynuując dokonamy docelowej transpozycji (dostając wektor kolumnowy), a następnie różniczkowania korzystając z reguły łańcuchowej (na każdej współrzędnej z osobna; dostając 2 składniki) {\displaystyle (\nabla ^{T}\cdot B)^{T}={\begin{bmatrix}{\frac {\partial }{\partial x_{1}}}\left(\lambda \left({\frac {\partial v_{1}}{\partial x_{1}}}+{\frac {\partial v_{2}}{\partial x_{2}}}+{\frac {\partial v_{3}}{\partial x_{3}}}\right)\right),&{\frac {\partial }{\partial x_{2}}}\left(\lambda \left({\frac {\partial v_{1}}{\partial x_{1}}}+{\frac {\partial v_{2}}{\partial x_{2}}}+{\frac {\partial v_{3}}{\partial x_{3}}}\right)\right),&{\frac {\partial }{\partial x_{3}}}\left(\lambda \left({\frac {\partial v_{1}}{\partial x_{1}}}+{\frac {\partial v_{2}}{\partial x_{2}}}+{\frac {\partial v_{3}}{\partial x_{3}}}\right)\right)\end{bmatrix}}^{T}} {\displaystyle ={\begin{bmatrix}{\frac {\partial }{\partial x_{1}}}\left(\lambda \left({\frac {\partial v_{1}}{\partial x_{1}}}+{\frac {\partial v_{2}}{\partial x_{2}}}+{\frac {\partial v_{3}}{\partial x_{3}}}\right)\right)\\{\frac {\partial }{\partial x_{2}}}\left(\lambda \left({\frac {\partial v_{1}}{\partial x_{1}}}+{\frac {\partial v_{2}}{\partial x_{2}}}+{\frac {\partial v_{3}}{\partial x_{3}}}\right)\right)\\{\frac {\partial }{\partial x_{3}}}\left(\lambda \left({\frac {\partial v_{1}}{\partial x_{1}}}+{\frac {\partial v_{2}}{\partial x_{2}}}+{\frac {\partial v_{3}}{\partial x_{3}}}\right)\right)\end{bmatrix}}={\begin{bmatrix}\left({\frac {\partial v_{1}}{\partial x_{1}}}+{\frac {\partial v_{2}}{\partial x_{2}}}+{\frac {\partial v_{3}}{\partial x_{3}}}\right){\frac {\partial }{\partial x_{1}}}\lambda +\lambda {\frac {\partial }{\partial x_{1}}}\left({\frac {\partial v_{1}}{\partial x_{1}}}+{\frac {\partial v_{2}}{\partial x_{2}}}+{\frac {\partial v_{3}}{\partial x_{3}}}\right)\\\left({\frac {\partial v_{1}}{\partial x_{1}}}+{\frac {\partial v_{2}}{\partial x_{2}}}+{\frac {\partial v_{3}}{\partial x_{3}}}\right){\frac {\partial }{\partial x_{2}}}\lambda +\lambda {\frac {\partial }{\partial x_{2}}}\left({\frac {\partial v_{1}}{\partial x_{1}}}+{\frac {\partial v_{2}}{\partial x_{2}}}+{\frac {\partial v_{3}}{\partial x_{3}}}\right)\\\left({\frac {\partial v_{1}}{\partial x_{1}}}+{\frac {\partial v_{2}}{\partial x_{2}}}+{\frac {\partial v_{3}}{\partial x_{3}}}\right){\frac {\partial }{\partial x_{3}}}\lambda +\lambda {\frac {\partial }{\partial x_{3}}}\left({\frac {\partial v_{1}}{\partial x_{1}}}+{\frac {\partial v_{2}}{\partial x_{2}}}+{\frac {\partial v_{3}}{\partial x_{3}}}\right)\end{bmatrix}}} {\displaystyle ={\begin{bmatrix}\left({\frac {\partial v_{1}}{\partial x_{1}}}+{\frac {\partial v_{2}}{\partial x_{2}}}+{\frac {\partial v_{3}}{\partial x_{3}}}\right){\frac {\partial \lambda }{\partial x_{1}}}\\\left({\frac {\partial v_{1}}{\partial x_{1}}}+{\frac {\partial v_{2}}{\partial x_{2}}}+{\frac {\partial v_{3}}{\partial x_{3}}}\right){\frac {\partial \lambda }{\partial x_{2}}}\\\left({\frac {\partial v_{1}}{\partial x_{1}}}+{\frac {\partial v_{2}}{\partial x_{2}}}+{\frac {\partial v_{3}}{\partial x_{3}}}\right){\frac {\partial \lambda }{\partial x_{3}}}\end{bmatrix}}+{\begin{bmatrix}\lambda {\frac {\partial }{\partial x_{1}}}\left({\frac {\partial v_{1}}{\partial x_{1}}}+{\frac {\partial v_{2}}{\partial x_{2}}}+{\frac {\partial v_{3}}{\partial x_{3}}}\right)\\\lambda {\frac {\partial }{\partial x_{2}}}\left({\frac {\partial v_{1}}{\partial x_{1}}}+{\frac {\partial v_{2}}{\partial x_{2}}}+{\frac {\partial v_{3}}{\partial x_{3}}}\right)\\\lambda {\frac {\partial }{\partial x_{3}}}\left({\frac {\partial v_{1}}{\partial x_{1}}}+{\frac {\partial v_{2}}{\partial x_{2}}}+{\frac {\partial v_{3}}{\partial x_{3}}}\right)\end{bmatrix}}=\left({\frac {\partial v_{1}}{\partial x_{1}}}+{\frac {\partial v_{2}}{\partial x_{2}}}+{\frac {\partial v_{3}}{\partial x_{3}}}\right){\begin{bmatrix}{\frac {\partial \lambda }{\partial x_{1}}}\\{\frac {\partial \lambda }{\partial x_{2}}}\\{\frac {\partial \lambda }{\partial x_{3}}}\end{bmatrix}}+\lambda {\begin{bmatrix}{\frac {\partial }{\partial x_{1}}}\left({\frac {\partial v_{1}}{\partial x_{1}}}+{\frac {\partial v_{2}}{\partial x_{2}}}+{\frac {\partial v_{3}}{\partial x_{3}}}\right)\\{\frac {\partial }{\partial x_{2}}}\left({\frac {\partial v_{1}}{\partial x_{1}}}+{\frac {\partial v_{2}}{\partial x_{2}}}+{\frac {\partial v_{3}}{\partial x_{3}}}\right)\\{\frac {\partial }{\partial x_{3}}}\left({\frac {\partial v_{1}}{\partial x_{1}}}+{\frac {\partial v_{2}}{\partial x_{2}}}+{\frac {\partial v_{3}}{\partial x_{3}}}\right)\end{bmatrix}}} {\displaystyle =\left({\frac {\partial v_{1}}{\partial x_{1}}}+{\frac {\partial v_{2}}{\partial x_{2}}}+{\frac {\partial v_{3}}{\partial x_{3}}}\right){\begin{bmatrix}{\frac {\partial }{\partial x_{1}}}\\{\frac {\partial }{\partial x_{2}}}\\{\frac {\partial }{\partial x_{3}}}\end{bmatrix}}\lambda +\lambda {\begin{bmatrix}{\frac {\partial }{\partial x_{1}}}\\{\frac {\partial }{\partial x_{2}}}\\{\frac {\partial }{\partial x_{3}}}\end{bmatrix}}\left({\frac {\partial v_{1}}{\partial x_{1}}}+{\frac {\partial v_{2}}{\partial x_{2}}}+{\frac {\partial v_{3}}{\partial x_{3}}}\right)=(\nabla \cdot {\vec {v}})(\nabla \lambda )+\lambda (\nabla (\nabla \cdot {\vec {v}}))} operatorowo możemy zapisać to tak {\displaystyle (\nabla ^{T}\cdot B)^{T}=(\nabla ^{T}(\lambda \nabla \cdot v))^{T}=\nabla (\lambda \nabla \cdot v)=(\nabla \cdot {\vec {v}})(\nabla \lambda )+\lambda (\nabla (\nabla \cdot {\vec {v}}))=(\nabla \lambda )(\nabla \cdot {\vec {v}})+\lambda \nabla (\nabla \cdot {\vec {v}})} Składnik zawierający C {\displaystyle \nabla ^{T}\cdot C=\nabla ^{T}\cdot (\mu \nabla {\vec {v}})={\begin{bmatrix}{\frac {\partial }{\partial x_{1}}},&{\frac {\partial }{\partial x_{2}}},&{\frac {\partial }{\partial x_{3}}}\end{bmatrix}}\cdot {\begin{bmatrix}\mu {\frac {\partial v_{1}}{\partial x_{1}}}&\mu {\frac {\partial v_{2}}{\partial x_{1}}}&\mu {\frac {\partial v_{3}}{\partial x_{1}}}\\\mu {\frac {\partial v_{1}}{\partial x_{2}}}&\mu {\frac {\partial v_{2}}{\partial x_{2}}}&\mu {\frac {\partial v_{3}}{\partial x_{2}}}\\\mu {\frac {\partial v_{1}}{\partial x_{3}}}&\mu {\frac {\partial v_{2}}{\partial x_{3}}}&\mu {\frac {\partial v_{3}}{\partial x_{3}}}\end{bmatrix}}} {\displaystyle ={\begin{bmatrix}{\frac {\partial }{\partial x_{1}}}\left(\mu {\frac {\partial v_{1}}{\partial x_{1}}}\right)+{\frac {\partial }{\partial x_{2}}}\left(\mu {\frac {\partial v_{1}}{\partial x_{2}}}\right)+{\frac {\partial }{\partial x_{3}}}\left(\mu {\frac {\partial v_{1}}{\partial x_{3}}}\right),&{\frac {\partial }{\partial x_{1}}}\left(\mu {\frac {\partial v_{2}}{\partial x_{1}}}\right)+{\frac {\partial }{\partial x_{2}}}\left(\mu {\frac {\partial v_{2}}{\partial x_{2}}}\right)+{\frac {\partial }{\partial x_{3}}}\left(\mu {\frac {\partial v_{2}}{\partial x_{3}}}\right),&{\frac {\partial }{\partial x_{1}}}\left(\mu {\frac {\partial v_{3}}{\partial x_{1}}}\right)+{\frac {\partial }{\partial x_{2}}}\left(\mu {\frac {\partial v_{3}}{\partial x_{2}}}\right)+{\frac {\partial }{\partial x_{3}}}\left(\mu {\frac {\partial v_{3}}{\partial x_{3}}}\right)\end{bmatrix}}} wykonując transpozycję, regułę łańcucha i rozdzielając odpowiednie elementy otrzymujemy {\displaystyle (\nabla ^{T}\cdot C)^{T}={\begin{bmatrix}{\frac {\partial }{\partial x_{1}}}\left(\mu {\frac {\partial v_{1}}{\partial x_{1}}}\right)+{\frac {\partial }{\partial x_{2}}}\left(\mu {\frac {\partial v_{1}}{\partial x_{2}}}\right)+{\frac {\partial }{\partial x_{3}}}\left(\mu {\frac {\partial v_{1}}{\partial x_{3}}}\right)\\{\frac {\partial }{\partial x_{1}}}\left(\mu {\frac {\partial v_{2}}{\partial x_{1}}}\right)+{\frac {\partial }{\partial x_{2}}}\left(\mu {\frac {\partial v_{2}}{\partial x_{2}}}\right)+{\frac {\partial }{\partial x_{3}}}\left(\mu {\frac {\partial v_{2}}{\partial x_{3}}}\right)\\{\frac {\partial }{\partial x_{1}}}\left(\mu {\frac {\partial v_{3}}{\partial x_{1}}}\right)+{\frac {\partial }{\partial x_{2}}}\left(\mu {\frac {\partial v_{3}}{\partial x_{2}}}\right)+{\frac {\partial }{\partial x_{3}}}\left(\mu {\frac {\partial v_{3}}{\partial x_{3}}}\right)\end{bmatrix}}={\begin{bmatrix}{\frac {\partial v_{1}}{\partial x_{1}}}{\frac {\partial }{\partial x_{1}}}\mu +\mu {\frac {\partial }{\partial x_{1}}}\left({\frac {\partial v_{1}}{\partial x_{1}}}\right)+{\frac {\partial v_{1}}{\partial x_{2}}}{\frac {\partial }{\partial x_{2}}}\mu +\mu {\frac {\partial }{\partial x_{2}}}\left({\frac {\partial v_{1}}{\partial x_{2}}}\right)+{\frac {\partial v_{1}}{\partial x_{3}}}{\frac {\partial }{\partial x_{3}}}\mu +\mu {\frac {\partial }{\partial x_{3}}}\left({\frac {\partial v_{1}}{\partial x_{3}}}\right)\\{\frac {\partial v_{2}}{\partial x_{1}}}{\frac {\partial }{\partial x_{1}}}\mu +\mu {\frac {\partial }{\partial x_{1}}}\left({\frac {\partial v_{2}}{\partial x_{1}}}\right)+{\frac {\partial v_{2}}{\partial x_{2}}}{\frac {\partial }{\partial x_{2}}}\mu +\mu {\frac {\partial }{\partial x_{2}}}\left({\frac {\partial v_{2}}{\partial x_{2}}}\right)+{\frac {\partial v_{2}}{\partial x_{3}}}{\frac {\partial }{\partial x_{3}}}\mu +\mu {\frac {\partial }{\partial x_{3}}}\left({\frac {\partial v_{2}}{\partial x_{3}}}\right)\\{\frac {\partial v_{3}}{\partial x_{1}}}{\frac {\partial }{\partial x_{1}}}\mu +\mu {\frac {\partial }{\partial x_{1}}}\left({\frac {\partial v_{3}}{\partial x_{1}}}\right)+{\frac {\partial v_{3}}{\partial x_{2}}}{\frac {\partial }{\partial x_{2}}}\mu +\mu {\frac {\partial }{\partial x_{2}}}\left({\frac {\partial v_{3}}{\partial x_{2}}}\right)+{\frac {\partial v_{3}}{\partial x_{3}}}{\frac {\partial }{\partial x_{3}}}\mu +\mu {\frac {\partial }{\partial x_{3}}}\left({\frac {\partial v_{3}}{\partial x_{3}}}\right)\end{bmatrix}}} {\displaystyle ={\begin{bmatrix}{\frac {\partial v_{1}}{\partial x_{1}}}{\frac {\partial }{\partial x_{1}}}\mu +{\frac {\partial v_{1}}{\partial x_{2}}}{\frac {\partial }{\partial x_{2}}}\mu +{\frac {\partial v_{1}}{\partial x_{3}}}{\frac {\partial }{\partial x_{3}}}\mu \\{\frac {\partial v_{2}}{\partial x_{1}}}{\frac {\partial }{\partial x_{1}}}\mu +{\frac {\partial v_{2}}{\partial x_{2}}}{\frac {\partial }{\partial x_{2}}}\mu +{\frac {\partial v_{2}}{\partial x_{3}}}{\frac {\partial }{\partial x_{3}}}\mu \\{\frac {\partial v_{3}}{\partial x_{1}}}{\frac {\partial }{\partial x_{1}}}\mu +{\frac {\partial v_{3}}{\partial x_{2}}}{\frac {\partial }{\partial x_{2}}}\mu +{\frac {\partial v_{3}}{\partial x_{3}}}{\frac {\partial }{\partial x_{3}}}\mu \end{bmatrix}}+{\begin{bmatrix}\mu {\frac {\partial }{\partial x_{1}}}\left({\frac {\partial v_{1}}{\partial x_{1}}}\right)+\mu {\frac {\partial }{\partial x_{2}}}\left({\frac {\partial v_{1}}{\partial x_{2}}}\right)+\mu {\frac {\partial }{\partial x_{3}}}\left({\frac {\partial v_{1}}{\partial x_{3}}}\right)\\\mu {\frac {\partial }{\partial x_{1}}}\left({\frac {\partial v_{2}}{\partial x_{1}}}\right)+\mu {\frac {\partial }{\partial x_{2}}}\left({\frac {\partial v_{2}}{\partial x_{2}}}\right)+\mu {\frac {\partial }{\partial x_{3}}}\left({\frac {\partial v_{2}}{\partial x_{3}}}\right)\\\mu {\frac {\partial }{\partial x_{1}}}\left({\frac {\partial v_{3}}{\partial x_{1}}}\right)+\mu {\frac {\partial }{\partial x_{2}}}\left({\frac {\partial v_{3}}{\partial x_{2}}}\right)+\mu {\frac {\partial }{\partial x_{3}}}\left({\frac {\partial v_{3}}{\partial x_{3}}}\right)\end{bmatrix}}} {\displaystyle ={\begin{bmatrix}{\frac {\partial v_{1}}{\partial x_{1}}}&{\frac {\partial v_{1}}{\partial x_{2}}}&{\frac {\partial v_{1}}{\partial x_{3}}}\\{\frac {\partial v_{2}}{\partial x_{1}}}&{\frac {\partial v_{2}}{\partial x_{2}}}&{\frac {\partial v_{2}}{\partial x_{3}}}\\{\frac {\partial v_{3}}{\partial x_{1}}}&{\frac {\partial v_{3}}{\partial x_{2}}}&{\frac {\partial v_{3}}{\partial x_{3}}}\end{bmatrix}}\cdot {\begin{bmatrix}{\frac {\partial }{\partial x_{1}}}\\{\frac {\partial }{\partial x_{2}}}\\{\frac {\partial }{\partial x_{3}}}\end{bmatrix}}\mu +\mu {\begin{bmatrix}{\frac {\partial ^{2}v_{1}}{\partial x_{1}^{2}}}+{\frac {\partial ^{2}v_{1}}{\partial x_{2}^{2}}}+{\frac {\partial ^{2}v_{1}}{\partial x_{3}^{2}}}\\{\frac {\partial ^{2}v_{2}}{\partial x_{1}^{2}}}+{\frac {\partial ^{2}v_{2}}{\partial x_{2}^{2}}}+{\frac {\partial ^{2}v_{2}}{\partial x_{3}^{2}}}\\{\frac {\partial ^{2}v_{3}}{\partial x_{1}^{2}}}+{\frac {\partial ^{2}v_{3}}{\partial x_{2}^{2}}}+{\frac {\partial ^{2}v_{3}}{\partial x_{3}^{2}}}\end{bmatrix}}=(\nabla {\vec {v}})^{T}\cdot \nabla \mu +\mu \triangle {\vec {v}}} operatorowo możemy zapisać to tak {\displaystyle (\nabla ^{T}\cdot C)^{T}=(\nabla ^{T}\cdot (\mu \nabla {\vec {v}}))^{T}=(\nabla {\vec {v}})^{T}\cdot \nabla \mu +\mu (\nabla ^{T}\cdot \nabla {\vec {v}})^{T}=(\nabla {\vec {v}})^{T}\cdot \nabla \mu +\mu \triangle {\vec {v}}} gdzie użyto równości {\displaystyle \mu \triangle {\vec {v}}=\mu {\begin{bmatrix}{\frac {\partial ^{2}v_{1}}{\partial x_{1}^{2}}}+{\frac {\partial ^{2}v_{1}}{\partial x_{2}^{2}}}+{\frac {\partial ^{2}v_{1}}{\partial x_{3}^{2}}}\\{\frac {\partial ^{2}v_{2}}{\partial x_{1}^{2}}}+{\frac {\partial ^{2}v_{2}}{\partial x_{2}^{2}}}+{\frac {\partial ^{2}v_{2}}{\partial x_{3}^{2}}}\\{\frac {\partial ^{2}v_{3}}{\partial x_{1}^{2}}}+{\frac {\partial ^{2}v_{3}}{\partial x_{2}^{2}}}+{\frac {\partial ^{2}v_{3}}{\partial x_{3}^{2}}}\end{bmatrix}}=\mu \left({\begin{bmatrix}{\frac {\partial }{\partial x_{1}}},&{\frac {\partial }{\partial x_{2}}},&{\frac {\partial }{\partial x_{3}}}\end{bmatrix}}\cdot {\begin{bmatrix}{\frac {\partial v_{1}}{\partial x_{1}}}&{\frac {\partial v_{2}}{\partial x_{1}}}&{\frac {\partial v_{3}}{\partial x_{1}}}\\{\frac {\partial v_{1}}{\partial x_{2}}}&{\frac {\partial v_{2}}{\partial x_{2}}}&{\frac {\partial v_{3}}{\partial x_{2}}}\\{\frac {\partial v_{1}}{\partial x_{3}}}&{\frac {\partial v_{2}}{\partial x_{3}}}&{\frac {\partial v_{3}}{\partial x_{3}}}\end{bmatrix}}\right)^{T}=\mu (\nabla ^{T}\cdot \nabla {\vec {v}})^{T}} Składnik zawierający D {\displaystyle \nabla ^{T}\cdot D=\nabla ^{T}\cdot (\mu (\nabla {\vec {v}})^{T})={\begin{bmatrix}{\frac {\partial }{\partial x_{1}}},&{\frac {\partial }{\partial x_{2}}},&{\frac {\partial }{\partial x_{3}}}\end{bmatrix}}\cdot {\begin{bmatrix}\mu {\frac {\partial v_{1}}{\partial x_{1}}}&\mu {\frac {\partial v_{1}}{\partial x_{2}}}&\mu {\frac {\partial v_{1}}{\partial x_{3}}}\\\mu {\frac {\partial v_{2}}{\partial x_{1}}}&\mu {\frac {\partial v_{2}}{\partial x_{2}}}&\mu {\frac {\partial v_{2}}{\partial x_{3}}}\\\mu {\frac {\partial v_{3}}{\partial x_{1}}}&\mu {\frac {\partial v_{3}}{\partial x_{2}}}&\mu {\frac {\partial v_{3}}{\partial x_{3}}}\end{bmatrix}}} {\displaystyle ={\begin{bmatrix}{\frac {\partial }{\partial x_{1}}}\left(\mu {\frac {\partial v_{1}}{\partial x_{1}}}\right)+{\frac {\partial }{\partial x_{2}}}\left(\mu {\frac {\partial v_{2}}{\partial x_{1}}}\right)+{\frac {\partial }{\partial x_{3}}}\left(\mu {\frac {\partial v_{3}}{\partial x_{1}}}\right),&{\frac {\partial }{\partial x_{1}}}\left(\mu {\frac {\partial v_{1}}{\partial x_{2}}}\right)+{\frac {\partial }{\partial x_{2}}}\left(\mu {\frac {\partial v_{2}}{\partial x_{2}}}\right)+{\frac {\partial }{\partial x_{3}}}\left(\mu {\frac {\partial v_{3}}{\partial x_{2}}}\right),&{\frac {\partial }{\partial x_{1}}}\left(\mu {\frac {\partial v_{1}}{\partial x_{3}}}\right)+{\frac {\partial }{\partial x_{2}}}\left(\mu {\frac {\partial v_{2}}{\partial x_{3}}}\right)+{\frac {\partial }{\partial x_{3}}}\left(\mu {\frac {\partial v_{3}}{\partial x_{3}}}\right)\end{bmatrix}}} wykonując transpozycję, regułę łańcucha oraz możliwość zamiany kolejności zmiennych przy różniczkowaniu dla pochodnej cząstkowej, oraz ostatecznie rozdzielając odpowiednie elementy, otrzymujemy {\displaystyle (\nabla ^{T}\cdot D)^{T}={\begin{bmatrix}{\frac {\partial }{\partial x_{1}}}\left(\mu {\frac {\partial v_{1}}{\partial x_{1}}}\right)+{\frac {\partial }{\partial x_{2}}}\left(\mu {\frac {\partial v_{2}}{\partial x_{1}}}\right)+{\frac {\partial }{\partial x_{3}}}\left(\mu {\frac {\partial v_{3}}{\partial x_{1}}}\right)\\{\frac {\partial }{\partial x_{1}}}\left(\mu {\frac {\partial v_{1}}{\partial x_{2}}}\right)+{\frac {\partial }{\partial x_{2}}}\left(\mu {\frac {\partial v_{2}}{\partial x_{2}}}\right)+{\frac {\partial }{\partial x_{3}}}\left(\mu {\frac {\partial v_{3}}{\partial x_{2}}}\right)\\{\frac {\partial }{\partial x_{1}}}\left(\mu {\frac {\partial v_{1}}{\partial x_{3}}}\right)+{\frac {\partial }{\partial x_{2}}}\left(\mu {\frac {\partial v_{2}}{\partial x_{3}}}\right)+{\frac {\partial }{\partial x_{3}}}\left(\mu {\frac {\partial v_{3}}{\partial x_{3}}}\right)\end{bmatrix}}={\begin{bmatrix}{\frac {\partial v_{1}}{\partial x_{1}}}{\frac {\partial \mu }{\partial x_{1}}}+\mu {\frac {\partial }{\partial x_{1}}}\left({\frac {\partial v_{1}}{\partial x_{1}}}\right)+{\frac {\partial v_{2}}{\partial x_{1}}}{\frac {\partial \mu }{\partial x_{2}}}+\mu {\frac {\partial }{\partial x_{2}}}\left({\frac {\partial v_{2}}{\partial x_{1}}}\right)+{\frac {\partial v_{3}}{\partial x_{1}}}{\frac {\partial \mu }{\partial x_{3}}}+\mu {\frac {\partial }{\partial x_{3}}}\left({\frac {\partial v_{3}}{\partial x_{1}}}\right)\\{\frac {\partial v_{1}}{\partial x_{2}}}{\frac {\partial \mu }{\partial x_{1}}}+\mu {\frac {\partial }{\partial x_{1}}}\left({\frac {\partial v_{1}}{\partial x_{2}}}\right)+{\frac {\partial v_{2}}{\partial x_{2}}}{\frac {\partial \mu }{\partial x_{2}}}+\mu {\frac {\partial }{\partial x_{2}}}\left({\frac {\partial v_{2}}{\partial x_{2}}}\right)+{\frac {\partial v_{3}}{\partial x_{2}}}{\frac {\partial \mu }{\partial x_{3}}}+\mu {\frac {\partial }{\partial x_{3}}}\left({\frac {\partial v_{3}}{\partial x_{2}}}\right)\\{\frac {\partial v_{1}}{\partial x_{3}}}{\frac {\partial \mu }{\partial x_{1}}}+\mu {\frac {\partial }{\partial x_{1}}}\left({\frac {\partial v_{1}}{\partial x_{3}}}\right)+{\frac {\partial v_{2}}{\partial x_{3}}}{\frac {\partial \mu }{\partial x_{2}}}+\mu {\frac {\partial }{\partial x_{2}}}\left({\frac {\partial v_{2}}{\partial x_{3}}}\right)+{\frac {\partial v_{3}}{\partial x_{3}}}{\frac {\partial \mu }{\partial x_{3}}}+\mu {\frac {\partial }{\partial x_{3}}}\left({\frac {\partial v_{3}}{\partial x_{3}}}\right)\end{bmatrix}}} {\displaystyle ={\begin{bmatrix}{\frac {\partial v_{1}}{\partial x_{1}}}{\frac {\partial \mu }{\partial x_{1}}}+{\frac {\partial v_{2}}{\partial x_{1}}}{\frac {\partial \mu }{\partial x_{2}}}+{\frac {\partial v_{3}}{\partial x_{1}}}{\frac {\partial \mu }{\partial x_{3}}}\\{\frac {\partial v_{1}}{\partial x_{2}}}{\frac {\partial \mu }{\partial x_{1}}}+{\frac {\partial v_{2}}{\partial x_{2}}}{\frac {\partial \mu }{\partial x_{2}}}+{\frac {\partial v_{3}}{\partial x_{2}}}{\frac {\partial \mu }{\partial x_{3}}}\\{\frac {\partial v_{1}}{\partial x_{3}}}{\frac {\partial \mu }{\partial x_{1}}}+{\frac {\partial v_{2}}{\partial x_{3}}}{\frac {\partial \mu }{\partial x_{2}}}+{\frac {\partial v_{3}}{\partial x_{3}}}{\frac {\partial \mu }{\partial x_{3}}}\end{bmatrix}}+{\begin{bmatrix}\mu {\frac {\partial ^{2}v_{1}}{\partial x_{1}\partial x_{1}}}+\mu {\frac {\partial ^{2}v_{2}}{\partial x_{2}\partial x_{1}}}+\mu {\frac {\partial ^{2}v_{3}}{\partial x_{3}\partial x_{1}}}\\\mu {\frac {\partial ^{2}v_{1}}{\partial x_{1}\partial x_{2}}}+\mu {\frac {\partial ^{2}v_{2}}{\partial x_{2}\partial x_{2}}}+\mu {\frac {\partial ^{2}v_{3}}{\partial x_{3}\partial x_{2}}}\\\mu {\frac {\partial ^{2}v_{1}}{\partial x_{1}\partial x_{3}}}+\mu {\frac {\partial ^{2}v_{2}}{\partial x_{2}\partial x_{3}}}+\mu {\frac {\partial ^{2}v_{3}}{\partial x_{3}\partial x_{3}}}\end{bmatrix}}} {\displaystyle ={\begin{bmatrix}{\frac {\partial v_{1}}{\partial x_{1}}}&{\frac {\partial v_{2}}{\partial x_{1}}}&{\frac {\partial v_{3}}{\partial x_{1}}}\\{\frac {\partial v_{1}}{\partial x_{2}}}&{\frac {\partial v_{2}}{\partial x_{2}}}&{\frac {\partial v_{3}}{\partial x_{2}}}\\{\frac {\partial v_{1}}{\partial x_{3}}}&{\frac {\partial v_{2}}{\partial x_{3}}}&{\frac {\partial v_{3}}{\partial x_{3}}}\end{bmatrix}}\cdot {\begin{bmatrix}{\frac {\partial }{\partial x_{1}}}\\{\frac {\partial }{\partial x_{2}}}\\{\frac {\partial }{\partial x_{3}}}\end{bmatrix}}\mu +\mu {\begin{bmatrix}{\frac {\partial }{\partial x_{1}}}\left({\frac {\partial v_{1}}{\partial x_{1}}}+{\frac {\partial v_{2}}{\partial x_{2}}}+{\frac {\partial v_{3}}{\partial x_{3}}}\right)\\{\frac {\partial }{\partial x_{2}}}\left({\frac {\partial v_{1}}{\partial x_{1}}}+{\frac {\partial v_{2}}{\partial x_{2}}}+{\frac {\partial v_{3}}{\partial x_{3}}}\right)\\{\frac {\partial }{\partial x_{3}}}\left({\frac {\partial v_{1}}{\partial x_{1}}}+{\frac {\partial v_{2}}{\partial x_{2}}}+{\frac {\partial v_{3}}{\partial x_{3}}}\right)\end{bmatrix}}=(\nabla {\vec {v}})\cdot (\nabla \mu )+\mu \nabla (\nabla \cdot {\vec {v}})} operatorowo możemy zapisać to tak {\displaystyle (\nabla ^{T}\cdot D)^{T}=(\nabla {\vec {v}})\cdot (\nabla \mu )+\mu (\nabla ^{T}\cdot (\nabla {\vec {v}})^{T})^{T}=(\nabla {\vec {v}})\cdot (\nabla \mu )+\mu \nabla (\nabla \cdot {\vec {v}})} gdzie użyto równości {\displaystyle \mu \nabla (\nabla \cdot {\vec {v}})=\mu {\begin{bmatrix}{\frac {\partial }{\partial x_{1}}}\\{\frac {\partial }{\partial x_{2}}}\\{\frac {\partial }{\partial x_{3}}}\end{bmatrix}}\left({\frac {\partial v_{1}}{\partial x_{1}}}+{\frac {\partial v_{2}}{\partial x_{2}}}+{\frac {\partial v_{3}}{\partial x_{3}}}\right)={\begin{bmatrix}\mu {\frac {\partial ^{2}v_{1}}{\partial x_{1}\partial x_{1}}}+\mu {\frac {\partial ^{2}v_{2}}{\partial x_{2}\partial x_{1}}}+\mu {\frac {\partial ^{2}v_{3}}{\partial x_{3}\partial x_{1}}}\\\mu {\frac {\partial ^{2}v_{1}}{\partial x_{1}\partial x_{2}}}+\mu {\frac {\partial ^{2}v_{2}}{\partial x_{2}\partial x_{2}}}+\mu {\frac {\partial ^{2}v_{3}}{\partial x_{3}\partial x_{2}}}\\\mu {\frac {\partial ^{2}v_{1}}{\partial x_{1}\partial x_{3}}}+\mu {\frac {\partial ^{2}v_{2}}{\partial x_{2}\partial x_{3}}}+\mu {\frac {\partial ^{2}v_{3}}{\partial x_{3}\partial x_{3}}}\end{bmatrix}}=\mu \left({\begin{bmatrix}{\frac {\partial }{\partial x_{1}}},&{\frac {\partial }{\partial x_{2}}},&{\frac {\partial }{\partial x_{3}}}\end{bmatrix}}\cdot {\begin{bmatrix}{\frac {\partial v_{1}}{\partial x_{1}}}&{\frac {\partial v_{1}}{\partial x_{2}}}&{\frac {\partial v_{1}}{\partial x_{3}}}\\{\frac {\partial v_{2}}{\partial x_{1}}}&{\frac {\partial v_{2}}{\partial x_{2}}}&{\frac {\partial v_{2}}{\partial x_{3}}}\\{\frac {\partial v_{3}}{\partial x_{1}}}&{\frac {\partial v_{3}}{\partial x_{2}}}&{\frac {\partial v_{3}}{\partial x_{3}}}\end{bmatrix}}\right)^{T}=\mu (\nabla ^{T}\cdot (\nabla {\vec {v}})^{T})^{T}} Podsumowanie Ostatecznie powracając do równania {\displaystyle (\nabla ^{T}\cdot {\boldsymbol {\sigma }})^{T}=(\nabla ^{T}\cdot A)^{T}+(\nabla ^{T}\cdot B)^{T}+(\nabla ^{T}\cdot C)^{T}+(\nabla ^{T}\cdot D)^{T}} i zestawiając wszystkie jego elementy oraz porządkując je otrzymujemy {\displaystyle (\nabla ^{T}\cdot {\boldsymbol {\sigma }})^{T}=\overbrace {-\nabla p} ^{(\nabla ^{T}\cdot A)^{T}}+\overbrace {(\nabla \lambda )(\nabla \cdot {\vec {v}})+\lambda \nabla (\nabla \cdot {\vec {v}})} ^{(\nabla ^{T}\cdot B)^{T}}+\overbrace {(\nabla {\vec {v}})^{T}\cdot \nabla \mu +\mu \triangle {\vec {v}}} ^{(\nabla ^{T}\cdot C)^{T}}+\overbrace {(\nabla {\vec {v}})\cdot (\nabla \mu )+\mu \nabla (\nabla \cdot {\vec {v}})} ^{(\nabla ^{T}\cdot D)^{T}}} {\displaystyle =-\nabla p+\mu \triangle {\vec {v}}+\lambda \nabla (\nabla \cdot {\vec {v}})+\mu \nabla (\nabla \cdot {\vec {v}})+(\nabla \lambda )(\nabla \cdot {\vec {v}})+(\nabla {\vec {v}})^{T}\cdot \nabla \mu +(\nabla {\vec {v}})\cdot (\nabla \mu )} {\displaystyle =-\nabla p+\mu \triangle {\vec {v}}+(\lambda +\mu )\nabla (\nabla \cdot {\vec {v}})+(\nabla \cdot {\vec {v}})(\nabla \lambda )+(\nabla {\vec {v}}+\nabla {\vec {v}})^{T}\cdot \nabla \mu } |
Zatem podstawiając pod równanie Cauchy’ego, mamy:
{\displaystyle \rho {\frac {d{\vec {v}}}{dt}}=\rho {\vec {f}}-\nabla p+\mu \triangle {\vec {v}}+(\lambda +\mu )\nabla (\nabla \cdot {\vec {v}})+(\nabla \cdot {\vec {v}})(\nabla \lambda )+{\big (}\nabla {\vec {v}}+(\nabla {\vec {v}})^{T}{\big )}\cdot (\nabla \mu ).}
Rozpisując pochodną substancjalną z lewej strony, otrzymamy formę równania taką jak w sekcji #Ogólna forma równań.

## Dodatkowe założenia
Możemy dodać kolejne założenie:
Założenie 4
Doświadczalnie wyznaczona zależność (tr to ślad macierzy)
{\displaystyle tr({\boldsymbol {\sigma }})=-3p,}
która jest dokładna dla gazów jednoatomowych, ale w praktyce znajduje zastosowanie do znacznie szerszej klasy płynów. Szczególnie gdy płyn jest prawie nieściśliwy, bo wówczas {\displaystyle \nabla \cdot {\vec {v}}\to 0} i człon z {\displaystyle \lambda } w równaniach Naviera-Stokesa przestaje mieć znaczenie.
Jeżeli teraz wyliczymy ślad z tensora {\displaystyle {\boldsymbol {\sigma }},} to otrzymamy:
{\displaystyle tr({\boldsymbol {\sigma }})=tr{\Big (}-p{\boldsymbol {I}}+\lambda (\nabla \cdot v){\boldsymbol {I}}+\mu (\nabla {\vec {v}}+(\nabla {\vec {v}})^{T}){\Big )},}
co po podstawieniu i rozwinięciu daje:
{\displaystyle -3p=-3p+3\lambda (\nabla \cdot v)+2\mu (\nabla \cdot v).}
Zatem:
{\displaystyle 3\lambda (\nabla \cdot v)=-2\mu (\nabla \cdot v).}
Więc:
{\displaystyle \lambda =-{\frac {2}{3}}\mu .}
Po podstawieniu tej zależności do równań Naviera-Stokesa przybiorą one postać:
{\displaystyle \rho \left({\frac {\partial {\vec {v}}}{\partial t}}+({\vec {v}}\cdot \nabla ){\vec {v}}\right)=\rho {\vec {f}}-\nabla p+\mu \triangle {\vec {v}}+{\frac {1}{3}}\mu \nabla (\nabla \cdot v)-{\frac {2}{3}}(\nabla \cdot v)(\nabla \mu )+{\big (}\nabla {\vec {v}}+(\nabla {\vec {v}})^{T}{\big )}\cdot (\nabla \mu ).}
Założenie 5
Jeżeli przyjmiemy, że lepkość jest stała (lepkość silnie zależy od temperatury, więc gdy rozpatrujemy „płyn zimny” (bez uwzględniania równania energii), to wówczas taka sytuacja może mieć miejsce), to wówczas {\displaystyle \nabla \mu =0} i równania upraszczają się do postaci:
{\displaystyle \rho \left({\frac {\partial {\vec {v}}}{\partial t}}+({\vec {v}}\cdot \nabla ){\vec {v}}\right)=\rho {\vec {f}}+\nabla \left({\frac {\mu }{3}}\nabla \cdot {\vec {v}}-p\right)+\mu \triangle {\vec {v}}.}
Założenie 6
Przyjmując, że płyn jest nieściśliwy {\displaystyle \nabla \cdot v=0,} otrzymamy:
{\displaystyle \rho \left({\frac {\partial {\vec {v}}}{\partial t}}+({\vec {v}}\cdot \nabla ){\vec {v}}\right)=\rho {\vec {f}}-\nabla p+\mu \triangle {\vec {v}}.}
Właśnie ten przypadek ze stałą {\displaystyle \rho =1} został przedstawiony jako problem milenijny. 
Założenie 7

Jeżeli całkowicie pominiemy lepkość, tj. {\displaystyle \mu =0,} to otrzymamy równania Eulera:
{\displaystyle \rho \left({\frac {\partial {\vec {v}}}{\partial t}}+({\vec {v}}\cdot \nabla ){\vec {v}}\right)=\rho {\vec {f}}-\nabla p.}